# 기타요반초역
기타요반초역(일본어: 北四番丁駅)은 일본 미야기현 센다이시 아오바구 후쓰카마치에 있는 센다이 시 지하철 난보쿠 선의 역이다. 역 번호는 N 07이다. 부역명은 "센다이 방송 앞"이다.

## 역 구조
섬식 승강장 1면 2선의 지하역으로 대합실은 지하 1층, 승강장은 지하 2층에 위치한다. 선로는 남북으로 통하는 고토다이도리 밑을 지나, 동서로 통하는 기타요반초도리와의 교차로에 역이 있다. 출입구는 기타 1・2, 미나미 1.2의 4개소가 있고, 교차로 사거리에 각각 설치되어 있다. 같은 위치에는 과거 센다이 시영 전차의 후쓰카마치 역이 존재하였다.

### 타는 곳
| 1 | ■ 난보쿠 선 |  | 센다이・도미자와 방면 |  |
| 2 | ■ 난보쿠 선 |  | 이즈미추오 방면       |  |

## 이용 상황
- 2015년도
  - 1일 평균 승차 인원: 7,787명[1]

| 연도 | 1일 평균 승차 인원 |
| ---- | ------------------ |
| 2002 | 7,018              |
| 2003 | 6,861              |
| 2004 | 6,987              |
| 2005 | 7,122              |
| 2006 | 7,122              |
| 2007 | 7,064              |
| 2008 | 7,020              |
| 2009 | 6,754              |
| 2010 | 6,675              |
| 2011 | 6,525              |
| 2012 | 7,035              |
| 2013 | 7,367              |
| 2014 | 7,560              |
| 2015 | 7,787              |

## 역 주변
아오바 구청, 센다이 시청, 미야기 현청과 합동 청사가 모여 있는 관청가와 가장 가까운 역은 남쪽의 고토다이코엔 역이지만, 이 역과 남쪽으로 300m ~ 500m의 근처에 있다. 번화가는 관청가의 남쪽에 있으므로, 역 북쪽으로는 이른바 배후에 있어서 주위에는 은행과 기업의 오피스 빌딩과 중・고층 주택이 많다. 사거리를 남북으로 꿰뚫는 도로는 고토다이코엔 역 부근에서 이즈미구의 이즈미추오 부도심을 향한 도로는 미야기 현도 22호 센다이 이즈미 선이다. 교차로의 서쪽 길은 고로쿠・모니와・스가오 등의 분지를 지나 무라타정으로 통하는 미야기 현도 31호 센다이 무라타 선이다. 동쪽 길은 후쿠사와마치・나카에 등의 주택지를 거쳐 센다이 시 가스국 앞에서 미야기 현도 8호 센다이마쓰시마 선에 접속 시도・기타요반초이와테 선이다.
- 센다이 가시와키 우체국
- 센다이 기초도리 우체국
- 아지노모도 센다이 지사
- 센다이 은행 우에스기 지점
- 도호쿠 대학
  - 세이료 캠퍼스 (의학부・치학부)
  - 아메미야 캠퍼스 (농대)
- 가쓰야마타테・가쓰야마 주조
- 센다이 방송
- 센다이 포럼(극장)
- 센다이 시립 제2중학교
- 센다이 시립 기초도리 초등학교
- 도호쿠 대학 병원
- 포레스트 센다이

## 역사
- 1987년 7월 15일: 영업 개시.
- 2009년 12월 27일: 스크린도어 사용 개시.
- 2014년 12월 6일: 이쿠스카 도입[2].

## 인접역
| 센다이 시 지하철 ■ 난보쿠 선    | 센다이 시 지하철 ■ 난보쿠 선 | 센다이 시 지하철 ■ 난보쿠 선    |
| ------------------------------- | ---------------------------- | ------------------------------- |
| N 06 기타센다이 이즈미추오 방면 |                              | 고토다이코엔 N 08 도미자와 방면 |